# Paul Lodewijkx
Paulus Lodewijkx (Weesperkarspel, 9 gennaio 1947 – Nederhorst den Berg, 10 agosto 1988) è stato un pilota motociclistico olandese.

## Carriera
La sua prima presenza nelle classifiche del motomondiale risale alla stagione 1967 in occasione del Gran Premio motociclistico d'Olanda dove si piazza al sesto posto in classe 50, ottenendo il primo punto iridato anche per la Jamathi, motocicletta artigianale olandese costruita da Jan Thiel e Martn Mijwaart e con cui Lodewijkx gareggerà per tutta la sua carriera senza mai cambiare neppure classe.
Un anno dopo la conquista del primo punto e sempre in occasione del gran premio olandese, ottiene anche la sua prima vittoria, corredata anche dal giro più veloce; è diventato contemporaneamente il primo pilota olandese ad aggiudicarsi la gara di casa. Al termine dell'anno si è laureato vicecampione del mondo alle spalle di Hans-Georg Anscheidt.
Nel motomondiale 1969 ha ottenuto altre tre vittorie, in Cecoslovacchia, Italia e Jugoslavia ma, nonostante il maggior numero di successi, peggiora il risultato dell'anno precedente, arrivando al 5º posto nella classifica generale. Nell'ottobre del 1969 il pilota è stato coinvolto in un grave incidente stradale al di fuori delle corse, che ha posto fine alla sua carriera agonistica.

## Risultati nel motomondiale
| 1967 | Classe | Moto    |   |   |   |   |   |   |    |    |    |    |    |    |   | Punti | Pos. |
| ---- | ------ | ------- | - | - | - | - | - | - | -- | -- | -- | -- | -- | -- | - | ----- | ---- |
| 1967 | 50     | Jamathi | - | - | - | - | 6 | 6 | NE | NE | NE | NE | NE | NE | - | 2     | 18º  |

| 1968 | Classe | Moto    |   |   |   |   |   |    |    |    |    |    |  |  |  | Punti | Pos. |
| ---- | ------ | ------- | - | - | - | - | - | -- | -- | -- | -- | -- |  |  |  | ----- | ---- |
| 1968 | 50     | Jamathi | - | 4 | - | 1 | 2 | NE | NE | NE | NE | NE |  |  |  | 17    | 2º   |

| 1969 | Classe | Moto    |     |     |   |    |   |   |   |   |    |     |   |   |  | Punti | Pos. |
| ---- | ------ | ------- | --- | --- | - | -- | - | - | - | - | -- | --- | - | - |  | ----- | ---- |
| 1969 | 50     | Jamathi | Rit | Rit | 3 | NE | 4 | - | - | 1 | NE | Rit | 1 | 1 |  | 63    | 5º   |

| Legenda | 1º posto        | 2º posto            | 3º posto            | A punti      | Senza punti        | Grassetto – Pole position Corsivo – Giro più veloce |
| Legenda | Gara non valida | Non qual./Non part. | Ritirato/Non class. | Squalificato | '-' Dato non disp. | Grassetto – Pole position Corsivo – Giro più veloce |